# Terra Mítica
Koordinaten: 38° 33′ 34″ N, 0° 9′ 42″ W
Terra Mítica (frei übersetzt: Mythenland) ist ein Vergnügungspark in Benidorm (Provinz Alicante, Spanien). Im Mittelpunkt stehen Fahr- und Wasserfahrgeschäfte, wie Wasserrutschen, Wildbachfahrten, Karussells und Achterbahnen nach amerikanischem Vorbild. Eine Schlacht auf dem Piratenschiff steht ebenfalls auf dem Programm. Die Kulissen sind den antiken Zivilisationen des Mittelmeeres nachempfunden. Daher untergliedert sich der Park in fünf Zonen: Ägypten, Griechenland, Rom, Iberische Halbinsel und Die Inseln, welche alle um einen das Mittelmeer repräsentierenden See liegen. Die Präsentation verzichtet dabei auf landeskundliche oder geschichtliche Information.

## Geschichte
Nach der Eröffnung im Jahr 2000 wurde die Mehrheit des rund 40 Hektar großen Parks von Paramount Parks gekauft und firmierte bis 2004 mit dem Zusatz „a Paramount Park“. Im Oktober 2001 wurde ein Vertrag unterzeichnet, welcher Paramount für vier Jahre das Management des Parks zusicherte. 2004 verkaufte Paramount seine Anteile an die Region Valencia und zog sich aus dem Park zurück. Von Mai 2004 bis November 2006 befand sich der Park im Insolvenz-Schutz  und wurde Mitte 2006 durch den Verkauf angrenzender Grundstücke wieder schuldenfrei. Im gleichen Jahr machte der Park erstmals seit Gründung einen Gewinn.

## Achterbahnen
| Name            | Typ                            | Hersteller                            | Eröffnungsjahr |
| --------------- | ------------------------------ | ------------------------------------- | -------------- |
| Alucinakis      | Familienachterbahn             | Zamperla                              | 2000           |
| Inferno         | Wing Coaster, Spinning Coaster | Intamin                               | 2007           |
| Magnus Colossus | Holzachterbahn                 | Roller Coaster Corporation of America | 2000           |
| Titánide        | Inverted Coaster               | Vekoma                                | 2003           |

### Ehemalige Achterbahnen
| Name       | Typ                                 | Hersteller | Eröffnung | Schließung |
| ---------- | ----------------------------------- | ---------- | --------- | ---------- |
| Tren Bravo | Familienachterbahn, Powered Coaster | Zamperla   | 2000      | 2007       |